# حقوق الإنسان في الغابون
حقوق الإنسان في الغابون المعروفة أيضًا باسم جمهورية الغابون، هي دولة ذات سيادة تقع في وسط أفريقيا على طول ساحل المحيط الأطلسي. حصلت الغابون على استقلالها من فرنسا في عام 1960. حقوق الإنسان هي حقوق متأصلة وعالمية لجميع البشر. تشمل حقوق الإنسان النموذجية حرية التعبير، وحرية العبودية، وحرية التمثيل العادل، والحق في مستويات معيشية مناسبة، واستبعاد عمالة الأطفال. وتندرج هذه الحقوق الإنسانية وغيرها ضمن الإعلان العالمي لحقوق الإنسان الذي أقرته الأمم المتحدة والتي تعد جمهورية الجابون طرفاً فيه. وقد وقعت الغابون على العديد من الاتفاقيات مثل العهد الدولي الخاص بالحقوق المدنية والسياسية، والعهد الدولي الخاص بالحقوق الاقتصادية والاجتماعية والثقافية، والاتفاقية الدولية للقضاء على جميع أشكال التمييز العنصري ، واتفاقية القضاء على جميع أشكال التمييز ضد المرأة، واتفاقية الأمم المتحدة لمناهضة التعذيب، واتفاقية حقوق الطفل، والاتفاقية الدولية لحماية حقوق جميع العمال المهاجرين وأفراد أسرهم، واتفاقية حقوق الأشخاص ذوي الإعاقة، وكلها ملزمة لها. مع ذلك، وعلى الرغم من تصديق الجابون على العديد من اتفاقيات وقوانين حقوق الإنسان داخل دولتها ذات السيادة، لا تزال هناك قضايا حقوق الإنسان مستمرة مثل الاتجار بالبشر، والاتجار بالأطفال، ونقص الحرية السياسية والفقر. إن الحرية السياسية حق أساسي من حقوق الإنسان في جميع المجتمعات والأمم لأنها تساعد على حماية الأنظمة الديمقراطية. وقد تعرضت الحكومات الجابونية لانتقادات من العديد من المنظمات غير الحكومية مثل منظمة فريدوم هاوس، والهيئات الحاكمة الأجنبية، وخاصة وزارة الخارجية الأمريكية، بسبب الافتقار إلى الشفافية في أنظمتها السياسية.

## ملخص
وفقًا لمنظمة فريدم هاوس، يظل وضع الحرية في الجابون غير حر. منظمة فريدوم هاوس تقدم تصنيفًا يتراوح من 1 إلى 7 لأنواع مختلفة من الحريات، حيث يمثل الرقم 1 الأكثر حرية و7 الأقل حرية. يبلغ تصنيف اليمين السياسي في الجابون 7/7، وهو أدنى تصنيف ممكن، في حين يبلغ تصنيف الحريات المدنية 5/7، مما يؤدي إلى تصنيف الحرية 6/7. يؤدي الجمع بين هذه النتائج إلى مجموع نقاط 23/100 حيث يكون 0 هو آخر نتيجة مجانية.

## الحرية السياسية
بعد حصولها على استقلالها عن فرنسا عام 1960، أصبحت الجابون دولة ديمقراطية تجري انتخابات سياسية. كما تم تقديم نظام التعددية الحزبية في تسعينيات القرن العشرين لتشجيع الشفافية في أنظمتها السياسية. ومع ذلك، فقد كان هناك فساد سياسي يتعلق بنموذج أساسي للحكم في الدول الديمقراطية، وهو الفصل بين السلطات. في الجابون، تسيطر السلطة التنفيذية للحكومة على السلطة القضائية، مما يسمح بالاستبداد للرئيس علي بونغو أونديمبا. وهذا يعني أن الرئيس كان قادرًا بحرية على تعيين القضاة وعزلهم، وهو ما ينتهك حق الإنسان، وهو الحق في محاكمة علنية عادلة. في أغسطس 2016، ألقي القبض على زعيم المعارضة برتراند زيبي أبيغي، الذي خاض حملة ضد رئاسة بونغو في عام 2016، وظل في السجن حتى نهاية عام 2017. ومن بين السجناء السياسيين الآخرين المشاركين في الاحتجاجات السلمية وألان جالي الذي كان مساعدًا لبينغ، وهو زعيم معارض آخر. وفي عهده، شهدت العمليات الانتخابية والتشريعية تأجيلات متعددة.  تم تأجيل انتخابات الجمعية الوطنية التي كان من المقرر إجراؤها مرتين، من ديسمبر 2016 إلى يوليو 2017 إلى أبريل 2018. حرية التجمع محدودة حيث ترفض الحكومة منح التصاريح لعقد الاجتماعات وكثيراً ما تعتقل الأفراد الذين يحتجون سلمياً وتردع المظاهرات باستخدام الغاز المسيل للدموع. وفرض البرلمان مزيدا من القيود على حرية التجمع من خلال سن قانون يجعل المنظمين مسؤولين عن الجرائم المرتكبة أثناء الاحتجاجات السلمية. غالبًا ما تستخدم السلطات القوة المميتة ضد المعارضين السياسيين والمتظاهرين.

## حرية الصحافة
ورغم عدم وجود رقابة على وسائل الإعلام، فإن حرية الصحافة محدودة، إذ تواجه وسائل الإعلام التي تنتقد الحكومة عواقب قانونية في كثير من الأحيان. غالبًا ما يراقب المجلس الوطني للاتصالات في الجابون وسائل الإعلام والصحفيين والمراسلين الأفراد ويتهمهم بالتشهير. في عام 2016، واجهت صحيفة Les Echos du Nord عواقب قانونية في شكل تعليق لمدة شهرين بعد انتقادها لعدم شفافية العملية الانتخابية وتأجيلها. تم تعليق عملها للمرة الثانية بسبب انتقادها لنائب الرئيس بيير كلافير ماجانجا موساو بسبب شراء سيارة فاخرة، بينما تم اعتقال الصحفي جلداس بيفيجا والزعيم النقابي مارسيل ليبما بسبب الكشف عن انتهاكات قضائية للسلطة داخل المحكمة من خلال مقابلة إذاعية. واجه ناشط الإنترنت المدون لاندري أميانج واشنطن عقوبة السجن لمدة عام من عام 2016 إلى عام 2017 بعد اتهامات مماثلة.

## التعذيب أو العقوبة القاسية أو المهينة
وعلى الرغم من أن الدستور يحظر الممارسات المهينة والاعتقال التعسفي والاحتجاز دون أوامر قضائية، فإن المعتقلين يتعرضون لها عادة. وفي أعقاب اعتقال واحتجاز كل من جولداس بيفيجا ومارسيل ليبما بعد المحاضرة الإذاعية، تعرض كلاهما للضرب المبرح من قبل الحراس، مما أدى إلى إصابتهما بجروح من الكاحل إلى الأذنين. كان لا بد من نقل جوليداس بيفيجا إلى المستشفى بعد ذلك. وأفاد زعيم المعارضة بيتران زبي أبيغي أنه تعرض للضرب المبرح على يد مسؤولي السجن باستخدام الهراوات ومقابض الفؤوس والكابلات الكهربائية. يتعرض اللاجئون أيضًا في كثير من الأحيان لمعاملة مماثلة، حيث يقوم الجنود والشرطة بإذلالهم في كثير من الأحيان من خلال إصدار أوامر لهم بخلع ملابسهم والقيام بأفعال غير لائقة في الأماكن العامة. ويتعرض اللاجئون أيضًا للمضايقة من قبل قوات الأمن وابتزازهم، وفي كثير من الأحيان يتعرضون للضرب إذا لم يتم العثور على هوية صالحة لديهم. غالبًا ما لا يتمتع السجناء بالصرف الصحي الأساسي والقدرة على الوصول إلى الرعاية الطبية. وقد وردت تقارير عن استغلال جنسي لنحو 20 فرداً من قوات حفظ السلام الجابونية.

## الإتجار بالبشر
تنتهك الإتجار بالبشر العديد من حقوق الإنسان لأنها تؤدي إلى الاستغلال الجنسي والعبودية وحصاد الأعضاء وعمل الأطفال والعبودية المنزلية، وكلها موجودة في الجابون. تم الإبلاغ عن الجابون باعتبارها دولة عبور للاتجار بالبشر بالنسبة للدول المجاورة الأخرى من غرب ووسط أفريقيا . قانون حماية ضحايا الإتجار هو معيار وضعه الكونجرس الأمريكي لتقييم مستوى التزام الحكومة في معالجة قضية العبودية الحديثة. حصلت حكومة الجابون على أدنى تصنيف، المستوى 3، من قبل وزارة الخارجية الأمريكية على الرغم من كونها في السابق في المستوى 2. ويرجع هذا إلى مراجعة الجابون لعدم بذلها الحد الأدنى من الجهود لتلبية معايير قانون حماية ضحايا الاتجار بالبشر. كانت بعض التدابير التشريعية غير كافية لأنها لم تجرم بشكل مباشر جميع أشكال الإتجار بالبشر. كما فشلت حكومة الجابون في تمرير التعديل الذي تم تقديمه في عام 2013 للقانون 09/04 والذي يجرم بشكل مباشر الاتجار بالجنس للبالغين. في السنوات السابقة، أجرت حكومة الجابون برامج توعية بشأن الاتجار بالبشر خاصة فيما يتعلق بقضايا البالغين، إلا أنها لم تبذل أي جهد للقيام بذلك في عام 2018. منذ عام 2011-2016 لم تتم محاكمة أي شخص من المتاجرين بالبشر من خلال وكالات إنفاذ القانون. ويحق للضحايا رفع دعاوى مدنية ضد المتاجرين بهم، ولكن لم تكن هناك حالات معروفة من هذا القبيل. وكانت هناك أيضًا تقارير عن تلقي قضاة رشاوى من المتاجرين لرفض قضايا الاتجار بالبشر والاستغلال أو تأخيرها باستمرار. في عام 2016، وردت تقارير عن قيام دبلوماسي غابوني في المملكة المتحدة باستغلال عاملة في الخدمة المنزلية. لا توجد منظمات غير حكومية ممولة من الحكومة تقدم أي خدمات اجتماعية للضحايا البالغين، وكان هناك نقص في التعاون مع أجهزة إنفاذ القانون الأجنبية بشأن قضايا الاتجار بالبشر عبر الوطنية والدولية.

## الاتجار بالأطفال
تتكون تجارة الأطفال في الجابون المعاصرة بشكل أساسي من العمل القسري، على الرغم من وجود بعض حالات تجنيد الأطفال والاستغلال الجنسي التجاري. حوالي 19.6% من القوة العاملة هي من عمالة الأطفال القسرية. وقد استجابت الحكومة الجابونية لهذه القضايا من خلال الاستجابات التشريعية مثل التوقيع على القانون الدولي، واتفاقيات حقوق الطفل في عام 1990 ثم التصديق عليها في عام 1994. لقد كان هناك انخفاض في الالتزام بقضية المسائل المتعلقة بالاتجار بالأطفال. وعلى الرغم من أن الحكومة وضعت خطة مدتها خمس سنوات ركزت على قضية الإتجار بالأطفال، إلا أنها لم تصادق عليها. وكان هناك أيضًا نقص في التمويل المخصص للجنة مكافحة الاتجار بالأطفال، مما أدى إلى عدم القدرة على التحقيق في المسائل ذات الصلة. إن العقوبات المتعلقة بقضايا عمالة الأطفال أقل من المعايير الدولية. تشمل هذه العقوبات غرامة قصوى قدرها 20 مليون فرنك أفريقي وسطي أي ما يعادل حوالي 35220 دولارا أميركيا، وعقوبة قصوى بالسجن لمدة 6 أشهر. كما أن حظر الإتجار بالأطفال أقل من المعايير الدولية حيث أن القضايا المتعلقة بالاستغلال الجنسي التجاري للأطفال ليست محظورة تمامًا. كما أن المواد الإباحية المتعلقة بالأطفال، بما في ذلك شرائهم وإنتاجهم، لا يجرمها القانون بشكل كامل. ومع ذلك، كثفت الحكومة جهودها لحماية الأطفال الضحايا. تم التعرف على إجمالي 65 ضحية طفل في عام 2018 مقارنة بـ 15 في عام 2016. وتم توفير الرعاية الطبية والقانونية والنفسية للضحايا من خلال الملاجئ التي توفرها المنظمات غير الحكومية الممولة من الحكومة. ومع ذلك، وعلى الرغم من هذه الجهود المتزايدة، فقد انخفض التمويل الحكومي لهذه المنظمات غير الحكومية في عام 2017، مما أدى إلى عدم توفير مساحة كافية للمأوى للضحايا وانخفاض جودة الخدمات الاجتماعية.

## الفقر
وقعت الجابون على العهد الدولي الخاص بالحقوق الاقتصادية والاجتماعية والثقافية في 16 ديسمبر 1966، وصادقت عليه في 3 يناير 1976. يبلغ مؤشر التنمية البشرية في الجابون أقل من المتوسط وهو 0.702 في عام 2017، مما يضع الجابون في المرتبة 110 من بين 186 دولة. تتمتع الجابون أيضًا بمعامل جيني متوسط للتفاوت يبلغ 42.2. يبلغ نصيب الفرد من الناتج المحلي الإجمالي في الجابون 4 أضعاف نصيب الفرد من معظم الدول الأفريقية عند 7413.8 دولارًا أمريكيًا، على الرغم من أن 15.2٪ من إجمالي العمالة يتقاضون أقل من 3.10 دولارًا في اليوم وهو أقل من معدل الفقراء العاملين. ويرجع هذا إلى المستويات المرتفعة من عدم المساواة التي تنعكس في معامل جيني واعتمادها على تصدير النفط الذي يمثل 80٪ من صادراتها ولكن 5٪ فقط من فرص العمل لديها. بلغ معدل الفقر 32.7% في عام 2005 وارتفع إلى 33.4% في عام 2017 بينما لا يزال 13.2% من السكان يعيشون في فقر مدقع. يبلغ معدل البطالة الإجمالي في الجابون 20%، في حين يتأثر معدل البطالة بين الشباب بشكل خاص بنسبة 35.7%.

## الرعاية الصحية
كما أن الجابون لديها معدل مرتفع من وفيات الأطفال بسبب سوء التغذية تحت سن الخامسة بنسبة 17٪. وقد استجابت الحكومة الجابونية لهذه القضية من خلال التصديق على المدونة الدولية لتسويق بدائل لبن الأم، وذلك بهدف تشجيع الرضاعة الطبيعية على حساب أشكال أخرى من تغذية الرضع. ويتم ذلك في المقام الأول من خلال تنظيم ممارسات التسويق وتوفير المعلومات التي تحفز الأمهات على الرضاعة الطبيعية. إن التأمين الصحي الاجتماعي المعروف باسم الصندوق الوطني للتأمين ضد الأمراض والضمان الاجتماعي (CNAMGS)، الذي قدمته الحكومة، استفادت منه جميع الفئات الاجتماعية والاقتصادية، تعني الرعاية الصحية الشاملة تعويضًا عن الرعاية الطبية بنسبة 80-90% مع تغطية صحة الأم بالكامل. هذا يعني انخفاض الإصابة بفيروس نقص المناعة البشرية بنسبة 50% في حين انخفضت الوفيات المرتبطة بالإيدز بنسبة 32% منذ عام 2010 عندما تم تقديم CNAMGS. كما كانت الملاريا مشكلة صحية مستمرة في الجابون حيث تصيب 206.2 شخصًا من كل 1000. ويرجع هذا إلى أن أقل من 50% من السكان قادرون على الوصول إلى الناموسيات طويلة الأمد والمبيدات الحشرية المتبقية داخل المباني والتي تمنع انتشار الملاريا. ويرجع هذا إلى عدم أهلية الجابون للحصول على دعم الصندوق العالمي بسبب نقص التمويل الدولي الذي يوفر الناموسيات طويلة الأمد والمبيدات الحشرية المتبقية داخل المباني.